# Eriphosoma bipartitum
Eriphosoma bipartitum là một loài bọ cánh cứng trong họ Cerambycidae.